# ラッシュ・リンボー

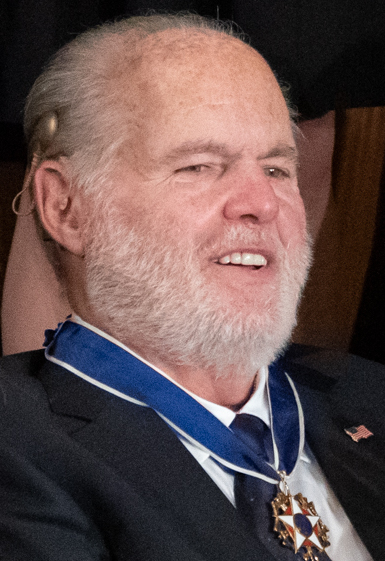
大統領自由勲章を受勲したラッシュ・リンボー（2020年）

ラッシュ・ハドソン・リンボー3世（英語: Rush Hudson Limbaugh III, 1951年1月12日 - 2021年2月17日）は、アメリカ合衆国のトークラジオショーのホスト。ミズーリ州ケープジラード出身。ラッシュ・リムボウとも。
米右派・タカ派の代表的ラジオパーソナリティの一人である。アンチフェミニズムでもある。

## 人物
ミズーリ州ケープジラード市出身。サウスイースト・ミズーリ州立大学中退。1994年の米中間選挙における共和党勝利の要因を作った一人。主に保守層に支持されているが彼の言動に対して拒否反応も多い。
彼のトークショーは保守・右派傾向が顕著であり、リベラリズム、フェミニズム、環境保護論者、左派政治家、知識人らに対して辛らつな批判を行っている。特にフェミニズムを非難しておりその事に関して、「フェミナチ」という語を発案したとされているが、リンボーはこの語自体は友人であるカリフォルニア大学経済学教授のトム・ヘーズレットが考案したと述べている。
教養のある知識人というスタンスではなく、軍事・防衛などに関する専門知識はなく、その種のコメントを求められても専門家に委ねることが多い。生活感に根ざしたリベラル嫌悪による罵倒や誹謗中傷を売りにしている。他フェミニズムの女尊男卑発言やミサンドリーな姿勢を非難している。言いたい放題の庶民派パーソナリティ及びアンチフェミニズムとして人気がある。
アメリカではトークラジオのパーソナリティが大勢いるが、2008年アメリカ合衆国大統領選挙でオバマが当選した後に態度を変えた者が多い一方で、右派のイデオロギーのリンボーに変化はなく、オバマを社会主義者・共産主義者として激しく非難している。AFNでも、彼の右派思想に基づく番組が連日放送されている。
また、2003年には自身が薬物中毒であることを告白し、2006年には薬物不正取引で逮捕されている。
2020年2月4日連邦議会の一般教書演説に招待され、その最中にドナルド・トランプ大統領より大統領自由勲章を授与された。
2021年2月17日、肺がんによる合併症のため、フロリダ州パームビーチで死去。70歳没。

## 発言
- 2005年のハリケーン・カトリーナの被害を受けたニューオーリンズで略奪のほとんどが黒人によってなされたことに対して、リベラル派の大きな政府による福祉の受給によって黒人たちが自らの努力よりも福祉をあてにする潜在意識があると考察した[7]。
- 2006年にパーキンソン病を患っているマイケル・J・フォックスの政治キャンペーンでのCMに対して「誇張した演技」と非難した。その後フォックスからの反論を受け、リンボーは謝罪している[8][9]。
- 2009年、NFLのセントルイス・ラムズの買収を目指すNHLセントルイス・ブルースオーナーのデイブ・チェケッツ（英語版）らのグループの一員に彼の名前があがったが、彼が2003年にESPNの番組でドノバン・マクナブは黒人だから注目されていると発言したことや「NFLは、しばしば武器を持っていないギャング同士の戦いに見える」と自身のウェブサイトに書き込んだりしている過去の発言などを理由としてNFLオーナーにふさわしくないとロジャー・グッデル（NFLコミッショナー）、ジム・アーセイ（英語版）（インディアナポリス・コルツオーナー）らの反対もあり[10]彼はグループの一員から外された。このことに対して彼はアメリカ国内の左派による影響が原因だとしている[11]。
- 2011年3月14日、東日本大震災からの日本の復興再建について「2001年のアメリカ同時多発テロ事件からのアメリカの復興よりも上回るペースで進むだろう」とコメントしている[12]。翌15日、自身のラジオ番組で、リスナーからの「トヨタの“プリウス”を発明して環境保護しているはずの日本人が、なぜ“母なる地球”の怒りを買って震災を受けたのだろうか?」との問いかけに対し、「日本人は環境を守るためにたくさんのことをしてきた。プリウスを作り出し、大震災に遭ってもせっせとゴミのリサイクルをしてる。それでもガイアの神様になぎ倒され、壊滅させられた。おまけに神は原発もなぎ倒して、放射能を撒き散らかしてる。どれだけの仕打ちを受けてるんだかなあ。アハハ」と発言した[13]。この発言は全米メディアからも批判を浴びた。後日、発言に日本人をからかう意図はなかったと釈明した[14][15]。
- 2012年、オバマ政権が打ち出した「健康保険による経口避妊薬助成に関して、宗教系の学校や病院の非宗教的な従業員にも適用すべき」という方針に反発。議会で「保険による避妊薬への助成」を訴えたロー・スクールの女子学生に対して「売春婦」呼ばわりし、すぐさまラジオ番組のスポンサーが降板した。